# Estisch kampioenschap wielrennen op de weg
Het Estisch kampioenschap wielrennen op de weg is een jaarlijkse wielerwedstrijd op de weg in Estland. In dit kampioenschap rijden renners met de Estse nationaliteit voor de nationale titel. Er wordt zowel een rit in lijn gereden als een tijdrit. Zowel bij de mannen als de vrouwen worden de kampioenschappen gereden. De kampioen draagt een trui in de kleuren van de vlag van Estland.
De wegwedstrijd en de individuele tijdrit voor mannen werden voor het eerst georganiseerd in 1997.

## Mannen

### Wegwedstrijd
| Jaar | Goud              | Zilver            | Brons             |
| ---- | ----------------- | ----------------- | ----------------- |
| 1997 | Oskari Kargu      | Allan Oras        | Andrus Aug        |
| 1998 | Jaan Kirsipuu     | Janek Tombak      | Lauri Aus         |
| 1999 | Jaan Kirsipuu     | Andrus Aug        | Allan Oras        |
| 2000 | Lauri Aus         | Jaan Kirsipuu     | Janek Tombak      |
| 2001 | Janek Tombak      | Jaan Kirsipuu     | Andrus Aug        |
| 2002 | Jaan Kirsipuu     | Andri Lebedev     | Janek Tombak      |
| 2003 | Janek Tombak      | Lauri Aus         | Erki Pütsep       |
| 2004 | Erki Pütsep       | Janek Tombak      | Oskari Kargu      |
| 2005 | Jaan Kirsipuu     | Erki Pütsep       | Janek Tombak      |
| 2006 | Erki Pütsep       | Allan Oras        | Andrei Mustonen   |
| 2007 | Erki Pütsep       | Jaan Kirsipuu     | Allan Oras        |
| 2008 | Jaan Kirsipuu     | Kalle Kriit       | Erki Pütsep       |
| 2009 | Rein Taaramäe     | Sander Maasing    | Erki Pütsep       |
| 2010 | Kalle Kriit       | Tanel Kangert     | Jaan Kirsipuu     |
| 2011 | Mart Ojavee       | Martin Puusepp    | Tanel Kangert     |
| 2012 | Tanel Kangert     | Gert Jõeäär       | Rein Taaramäe     |
| 2013 | Rein Taaramäe     | Silver Schultz    | Ivo Suur          |
| 2014 | Alo Jakin         | Gert Jõeäär       | Risto Raid        |
| 2015 | Gert Jõeäär       | Rein Taaramäe     | Endrik Puntso     |
| 2016 | Mihkel Räim       | Silver Mäoma      | Alo Jakin         |
| 2017 | Gert Jõeäär       | Alo Jakin         | Rein Taaramäe     |
| 2018 | Mihkel Räim       | Gert Jõeäär       | Karl Patrick Lauk |
| 2019 | Alo Jakin         | Peeter Pruus      | Gert Jõeäär       |
| 2020 | Norman Vahtra     | Karl Patrick Lauk | Gert Kivistik     |
| 2021 | Mihkel Räim       | Karl Patrick Lauk | Alo Jakin         |
| 2022 | Mihkel Räim       | Siim Kiskanen     | Gert Jõeäär       |
| 2023 | Karl Patrick Lauk | Lauri Tamm        | Rein Taaramäe     |
| 2024 | Norman Vahtra     | Lauri Tamm        | Markus Pajur      |
| 2025 | Madis Mihkels     | Markus Mäeuibo    | Aaron Aus         |

### Tijdrit
| Jaar | Goud          | Zilver            | Brons           |
| ---- | ------------- | ----------------- | --------------- |
| 1997 | Urmo Fuchs    | Oskari Kargu      | Otsus Innirek   |
| 1998 | Jaan Kirsipuu | Lauri Aus         | Margus Salumets |
| 1999 | Jaan Kirsipuu | Allan Oras        | Markku Ainsalu  |
| 2000 | Lauri Aus     | Jaan Kirsipuu     | Allan Oras      |
| 2001 | Jaan Kirsipuu | Markku Ainsalu    | André Aduson    |
| 2002 | Jaan Kirsipuu | Margus Salumets   | Oskari Kargu    |
| 2003 | Jaan Kirsipuu | Lauri Aus         | Janek Tombak    |
| 2004 | Jaan Kirsipuu | Markku Ainsalu    | Tarmo Raudsepp  |
| 2005 | Jaan Kirsipuu | Tarmo Raudsepp    | André Aduson    |
| 2006 | Jaan Kirsipuu | Tarmo Raudsepp    | André Aduson    |
| 2007 | Jaan Kirsipuu | Rein Taaramäe     | Prlit Prous     |
| 2008 | Tanel Kangert | Allan Oras        | André Aduson    |
| 2009 | Rein Taaramäe | Ervin Korts-Laur  | Gert Jõeäär     |
| 2010 | Tanel Kangert | Ervin Korts-Laur  | Gert Jõeäär     |
| 2011 | Rein Taaramäe | Gert Jõeäär       | Mart Ojavee     |
| 2012 | Rein Taaramäe | Tanel Kangert     | René Mandri     |
| 2013 | Tanel Kangert | Rein Taaramäe     | Gert Jõeäär     |
| 2014 | Gert Jõeäär   | Alo Jakin         | Oskar Nisu      |
| 2015 | Gert Jõeäär   | Silver Mäoma      | Timmo Jeret     |
| 2016 | Gert Jõeäär   | Silver Mäoma      | Ivo Suur        |
| 2017 | Silver Mäoma  | Gert Jõeäär       | Norman Vahtra   |
| 2018 | Tanel Kangert | Alo Jakin         | Norman Vahtra   |
| 2019 | Rein Taaramäe | Karl Patrick Lauk | Oskar Nisu      |
| 2020 | Gleb Karpenko | Rait Ärm          | Markus Pajur    |
| 2021 | Rein Taaramäe | Norman Vahtra     | Artjom Mirzojev |
| 2022 | Rein Taaramäe | Tanel Kangert     | Norman Vahtra   |
| 2023 | Rein Taaramäe | Gleb Karpenko     | Norman Vahtra   |
| 2024 | Rein Taaramäe | Norman Vahtra     | Taavi Kannimae  |
| 2025 | Rein Taaramäe | Rait Ärm          | Norman Vahtra   |

## Vrouwen

### Wegwedstrijd
| Jaar | Goud                 | Zilver                 | Brons                  |
| ---- | -------------------- | ---------------------- | ---------------------- |
| 2007 | Grete Treier         | Maaris Meier           | Laura Lepasalu         |
| 2008 | Grete Treier         | Laura Lepasalu         | Liisa Ehrberg          |
| 2009 | Maaris Meier         | Liisa Ehrberg          | Daisi Rist             |
| 2010 | Grete Treier         | Liisa Ehrberg          | Kristel Koort          |
| 2011 | Grete Treier         | Liisi Rist             | Kristel Koort          |
| 2012 | Grete Treier         | Liisi Rist             | Liisa Ehrberg          |
| 2013 | Liisi Rist           | Kristel Koort          | Liisa Ehrberg          |
| 2014 | Liisi Rist           | Liisa Ehrberg          | Kristel Koort          |
| 2015 | Liisa Ehrberg        | Liisi Rist             | Kelly Kalm             |
| 2016 | Kelly Kalm           | Janelle Uikoband       | Mae Lang               |
| 2017 | Kelly Kalm           | Mathilde Manuela Nigul | Merili Sirvel          |
| 2018 | Liisa Ehrberg        | Kelly Kalm             | Mathilde Manuela Nigul |
| 2019 | Liisa Ehrberg        | Mae Lang               | Janelle Uikoband       |
| 2020 | Aidi Gerde Tuisk     | Kelly Kalm             | Birgit Tito            |
| 2021 | Aidi Gerde Tuisk     | Mari-Liis Mõttus       | Liisa Ehrberg          |
| 2022 | Anna Christine Allik | Mari-Liis Mõttus       | Kai Luigend            |
| 2023 | Laura Lizette Sander | Elina Tasane           | Elisabeth Ebras        |
| 2024 | Laura Lizette Sander | Elisabeth Ebras        | Kristel Soonik         |
| 2025 | Elisabeth Ebras      | Laura Lizette Sander   | Merili Sirvel          |

### Tijdrit
| Jaar | Goud                    | Zilver               | Brons                |
| ---- | ----------------------- | -------------------- | -------------------- |
| 2006 | Grete Treier            | Kata-Liina Normak    | Laura Lepasalu       |
| 2007 | Grete Treier            | Kata-Liina Normak    | Laura Lepasalu       |
| 2008 | Grete Treier            | Laura Lepasalu       | Liisa Ehrberg        |
| 2009 | Liisa Ehrberg           | Maaris Meier         | Laura Lepasalu       |
| 2010 | Grete Treier            | Liisa Ehrberg        | Ivika Lainevee       |
| 2011 | Grete Treier            | Alma Sarapuu         | Viktoria Randalainen |
| 2012 | Grete Treier            | Liisi Rist           | Viktoria Randalainen |
| 2013 | Liisi Rist              | Viktoria Randalainen | Kristel Koort        |
| 2014 | Liisi Rist              | Inge Kool            | Liisa Kull           |
| 2015 | Liisi Rist              | Liisa Ehrberg        | Janelle Uikoband     |
| 2016 | Liisi Rist              | Liisa Ehrberg        | Mari-Liis Mõttus     |
| 2017 | Liisi Rist              | Mari-Liis Mõttus     | Liisa Ehrberg        |
| 2018 | Liisi Rist              | Egle Mätas           | Mari-Liis Mõttus     |
| 2019 | Liisi Rist              | Egle Mätas           | Mari-Liis Mõttus     |
| 2020 | Mari-Liis Mõttus        | Mathilde Nigul       | Egle Mätas           |
| 2021 | Mari-Liis Mõttus        | Karmen Reinpõld      | Aidi Tuisk           |
| 2022 | Hanna Karoline Taaramäe | Karmen Reinpõld      | Krista Karing        |
| 2023 | Laura Lizette Sander    | Elisabeth Ebras      | Nele Ohmann          |
| 2024 | Laura Lizette Sander    | Elisabeth Ebras      | Aidi Tuisk           |
| 2025 | Laura Lizette Sander    | Aidi Gerke Tuisk     | Nele Ohmann          |